# Körber-Preis für die Europäische Wissenschaft
Der Körber-Preis für die Europäische Wissenschaft wird jährlich an herausragende in Europa tätige einzelne Wissenschaftler für zukunftsträchtige Forschungsarbeiten durch die Körber-Stiftung in Hamburg vergeben. Mit dem Preisgeld in Höhe von 1 Million Euro (zuvor bis 2018: 750.000 Euro) fördert die Körber-Stiftung Forschungsarbeiten in den Biowissenschaften (Life Sciences) und den naturwissenschaftlichen Disziplinen, die die unbelebte Natur studieren (Physical Sciences).

## Geschichte
In Zusammenarbeit mit dem Präsidenten der Max-Planck-Gesellschaft, Reimar Lüst, entwickelte 1984 der Unternehmer und Stifter Kurt A. Körber einen Preis, der im geteilten Europa mit den Mitteln der Wissenschaft Grenzen überwinden sollte. Ausgezeichnet wurden in erster Linie Kooperationsprojekte europäischer Forschungsgruppen. Seit 2005 werden nur noch einzelne in Europa lebende und forschende Personen gewürdigt, um Spitzenkräfte am Wissenschaftsstandort Europa zu halten. Auch die Auszahlung der Fördersumme ist daran gebunden, dass der Preisträger in dieser Zeit Europa nicht verlässt.

## Auswahlverfahren
Zwei mit Wissenschaftlern besetzte Findungskommissionen (Search Committees) suchen im jährlichen Wechsel nach geeigneten Preisträgerkandidaten aus den Fachgebieten Lebenswissenschaften (Life Sciences) und sonstigen Naturwissenschaften (Physical Sciences). Wer in die engere Wahl kommt, wird aufgefordert, einen Vorschlag zu einem Forschungsprojekt einzureichen, der dann in zwei Bewertungsrunden vom Search Committee beurteilt wird. Unterstützt wird diese Arbeit durch internationale Gutachter. Bis zu fünf Kandidaten werden am Ende dem Kuratorium vorgelegt, das in einer Gesamtschau von gutachterlicher Bewertung, Publikationsleistung und wissenschaftlichem Werdegang über die Preisträger entscheidet. Eine Bewerbung ist nicht möglich.

## Preisgeld
Alle Preisträger erhalten eine Urkunde und einen Geldbetrag in Höhe von 1.000.000 Euro. Der jeweilige Preisträger soll über einen dreijährigen Zeitraum hinweg mit diesem Preisgeld an dem Forschungsprojekt forschen. Der Ausgezeichnete entscheidet eigenverantwortlich über die Verwendung der Forschungsmittel. Zehn Prozent des Preisgeldes stehen dem Preisträger für persönliche Zwecke zur Verfügung.

## Vergabe
Der Körber-Preis für die Europäische Wissenschaft wird jährlich im Großen Festsaal des Hamburger Rathauses in Anwesenheit des Ersten Bürgermeisters der Freien und Hansestadt Hamburg und 600 Gästen aus Wissenschaft, Wirtschaft, Politik und Gesellschaft verliehen.

## Preisträger

### 1985–2004
- 1985: Stoßwellen-Anwendungen in der Medizin, Walter Brendel, Michael Delius, Georg Enders, Joseph Holl, Gustav Paumgartner, Tilman Sauerbruch
- 1985: Gegendruck-Gieß-Technologie, Teodor Balevski, Rumen Batschvarov, Emil Momtschilov, Dragan Nenov, Rangel Zvetkov
- 1986: Retrovirus-Forschung (AIDS), Jean-Claude Gluckman, Sven Haahr, George Janossy, David Klatzmann, Luc Montagnier, Paul Racz
- 1987: Weiterentwicklung der Elektronenholographie, Karl-Heinz Herrmann, Friedrich Lenz, Hannes Lichte, Gottfried Möllenstedt
- 1987: Erzeugung von Ultratieftemperaturen, Riitta Hari, Matti Krusius, Olli Lounasmaa, Martti Salomaa
- 1988: Erweiterung des Hamburger Pyrolyseverfahrens zur Vernichtung auch toxischer Abfallstoffe, Alfons Buekens, Vasilij Dragalov, Walter Kaminsky, Hansjörg Sinn
- 1989: Wirkstoffe pflanzlicher Zellkulturen, Christian Brunold, Yury Y. Gleba, Lutz Nover, J. David Phillipson, Elmar Weiler, Meinhart H. Zenk
- 1990: Vorhersage kurzfristiger Klimaveränderungen, Lennart Bengtsson, Bert Bolin, Klaus Ferdinand Hasselmann
- 1991: Erkennung und Verhütung von Krebserkrankungen durch Umweltchemikalien, Lars Ehrenberg, Dietrich Henschler, Werner Lutz, Hans-Günter Neumann
- 1992: Ausbreitung und Wandlung von Verunreinigungen im Grundwasser, Philippe Behra, Wolfgang Kinzelbach, Ludwig Luckner, René Schwarzenbach, Laura Sigg
- 1993: Bionik des Laufens – Technische Umsetzung biologischen Wissens, Felix Chernousko, François Clarac, Holk Cruse, Friedrich Pfeiffer
- 1994: Moderne Pflanzenzüchtung – Von der Zelle zur Pflanze, Dénes Dudits, Dirk Inzé, Anne Marie Lambert, Horst Lörz
- 1995: Gensonden in Umweltforschung und Medizin, Rudolf Amann, Erik C. Böttger, Ulf B. Göbel, Bo Barker Jørgensen, Niels Peter Revsbech, Karl-Heinz Schleifer, Jiri Wanner
- 1996: Lebensraum tropische Baumkronen, Pierre Charles-Dominique, Antoine Cleef, Gerhard Gottsberger, Bert Hölldobler, Karl Eduard Linsenmair, Ulrich Lüttge
- 1996: Computergesteuerte Gestaltung von Werkstoffen, Michael Ashby, Yves Bréchet, Michel Rappaz
- 1997: Mausmutanten als Modelle für die klinische Forschung, Pawel Kisielow, Klaus Rajewsky, Harald von Boehmer
- 1998: Kernspintomographie mit Helium-3 – Neue Wege in der Lungendiagnostik, Werner Heil, Michèle Leduc, Ernst-Wilhelm Otten, Manfred Thelen
- 1998: Elektronische Mikronasen für mehr Sicherheit am Arbeitsplatz, Henry Baltes, Wolfgang Göpel, Massimo Rudan
- 1999: Hoch fliegende Plattformen für Telekommunikation, Bernd Kröplin, Per Lindstrand, John Adrian Pyle, Michael André Rehmet
- 2000: Gestaltwahrnehmung in der Technik mit Erkenntnissen aus der Natur, Rodney Douglas, Amiram Grinvald, Randolf Menzel, Wolf Singer, Christoph von der Malsburg
- 2001: Optimierte Nutzpflanzen dank Gentechnik, Wolf-Bernd Frommer, Rainer Hedrich, Enrico Martinoia, Dale Sanders, Norbert Sauer
- 2002: Narbenlose Wundheilung durch Tissue Engineering, Mark W. J. Ferguson, Jeffrey A. Hubbell, Cay M. Kielty, Björn Stark, Michael G. Walker
- 2003: Ein mit Licht betriebener molekülgroßer Motor, Ben Feringa, Martin Möller, Justin E. Molloy, Niek F. van Hulst
- 2004: Therapien für eine neue Gruppe von Erbleiden, Markus Aebi, Thierry Hennet, Jaak Jaeken, Ludwig Lehle, Gert Matthijs, Kurt von Figura

### Seit 2005
- 2005: Mit Licht auf neuen Wegen, Philip Russell
- 2006: Chaperone der Proteinfaltung in Biotechnologie und Medizin, Franz-Ulrich Hartl
- 2007: Automatische Synthese von Kohlenhydratimpfstoffen gegen Tropenkrankheiten, Peter Seeberger
- 2008: Medikamente gegen Krebs und das Altern, Maria Blasco
- 2009: Graphen, das dünnste Material im Universum, Andre Geim
- 2010: Auxin: Der Schlüssel zu neuen Nutzpflanzen, Jiří Friml
- 2011: STED-Mikroskopie, Stefan Hell
- 2012: Proteomik, Matthias Mann
- 2013: Für Forschung an der Schnittstelle von Quantenoptik und Festkörperphysik, speziell Optisches Gitter, Immanuel Bloch
- 2014: Hirnforschung: May-Britt und Edvard Moser
- 2015: Materialwissenschaft: Nicola Spaldin für Multiferroika
- 2016: Hans Clevers für adulte Stammzellen
- 2017: Karsten Danzmann für hochpräzise Lasertechnik
- 2018: Svante Pääbo, weil er „unser Verständnis der Evolutionsgeschichte der modernen Menschen revolutioniert“ hat
- 2019: Bernhard Schölkopf für die Entwicklung mathematischer Verfahren zur deutlichen Verbesserung der Künstlichen Intelligenz (KI)
- 2020: Botond Roska für seine Arbeiten zur Erforschung des Sehens und der Netzhaut
- 2021: Clare Grey für ihre Pionierarbeit bei der Optimierung von Batterien mit Hilfe der NMR-Spektroskopie
- 2022: Anthony Hyman für seine Zelltröpfchen-Forschung
- 2023: Cordelia Schmid für ihre Pionierarbeit in der computergestützten Bildverarbeitung und die Entwicklung neuer Verfahren, die Computern das Verstehen von Bildern ermöglichen
- 2024: Erin Schuman für ihre Arbeiten zur Bildung von Synapsen
- 2025: Stephanie Wehner für ihre Pionierarbeit zum Quanteninternet